# Даль-Вульф, Луиза
Луиза Даль-Вульф (англ. Louise Dahl-Wolfe; 19 ноября 1895, Сан-Франциско, Калифорния, США — 11 декабря 1989, Нью-Джерси, США) — американский фотограф, оказавший большое влияние на мир фэшн фотографии как в Америке, так и по всему миру. Известна, прежде всего, своими работами в журналах Harper's Bazaar и Vogue.
Только за 22 года работы в Harper's Bazaar Луиза создала 86 обложек и более 600 цветных фотографий, не считая черно-белых. Она оказала большое влияние на многих Американских фотографов и приняла участие в становлении различных звёзд кино.

## Биография
Луиза Эмма Августа Даль родилась 19 ноября 1895 года в Сан-Франциско, штат Калифорния, в семье норвежских иммигрантов. Она была младшей из трёх дочерей. В 1914 году Луиза поступила на обучение в Калифорнийскую Школу изящных искусств (ныне институт изящных искусств Сан-Франциско), где она совместно изучала дизайн с Рудольфом Шеффером и живопись с Фрэнком Ван Слоуном (американский художник, 1879—1938). Луиза была записана на курсы рисования с натуры, анатомии, фигурной композиции и другие. В 1923 году она изучала дизайн, декор и архитектуру в Колумбийском университете, Нью-Йорк.
В 1928 году Луиза вышла замуж за скульптора Мейера Вульфа, который был конструктором задних планов большинства её работ. Она хотела взять фамилию мужа, но позже для того, чтобы отличаться от фотографов с тем же именем, Луиза объединила фамилии — «Даль-Вульф».
Даль-Вульф известна своими фотографиями, сделанными на открытом воздухе при естественном (солнечном) освещении в различных странах от Южной Америки до Африки. Подобные фотоснимки получили название «экологических фото». Луиза предпочитала модным фотографиям портретную живопись. Она писала известные портреты с таких личностей, как Мэй Уэст, Сесил Битон, Юдора Уэлти, Уистен Хью Оден, Кристофер Ишервуд, Орсон Уэллс, Карсон Маккалерс, Эдвард Хоппер, Колетт и Жозефина Бейкер. Луиза известна своим участием в становлении такой звезды, как Лорен Бэколл, которую она сфотографировала на обложку журнала Harper's Bazaar марта 1943 года. Любимой моделью Даль-Вульф была Мэри Джейн Рассел, которая, по некоторым оценкам, запечатлена примерно на 30 % её фотографий.
Луиза оказала большое влияние на таких фотографов, как Ирвинг Пенн, Хорст Пауль Хорст и Ричард Аведон. Одним из её ассистентов был фотограф моды и знаменитостей Милтон Грин.
С 1933 по 1960 год Луиза работала на фотостудии Нью-Йорка, где она создавала рекламу и прочие вещи для различных магазинов, включая универсам Bonwit Teller и торговый центр Saks Fifth Avenue. В 1936 году Кармел Сноу, главный редактор американского издания Harper's Bazaar, пригласила Даль-Вульф присоединится к журналу в качестве персонального фотографа моды. Луиза приняла предложение и проработала в издании с 1936 по 1958 год, активно сотрудничая c Дианой Вриланд и много путешествуя. С 1958 года и до выхода на пенсию в 1960 году Луиза работала в качестве внештатного фотографа для таких журналов, как Vogue, Sports Illustrated и других периодических изданий.
11 декабря 1989 году она умерла от пневмонии в Нью-Джерси. Последние годы своей жизни Луиза провела в Нашвилле, штат Теннесси. Полный архив работ Луизы Даль-Вульф находится в Центре Художественной Фотографии (англ. Center for Creative Photography) Аризонского университета в Тусоне.
В 1999 году карьера Луизы Даль-Вульф стала основной темой документального фильма под названием «Луиза Даль-Вульф: рисование светом» (англ. Louise Dahl-Wolfe: Painting with Light). В нём представлены единственные сохранившиеся поздние кадры и обширные интервью с участием Луизы.

## Основные выставки работ
- «Women of Photography» в историческом музее современного искусства в Сан-Франциско (1975);
- «The History of Fashion Photography» в международном музее фотографии, в доме Джорджа Истмена в Рочестере (Нью-Йорк) (1977);
- «Recollections: Ten Women of Photography» в международном музее фотографии, Нью-Йорк (1979);
- «Portraits at the Center for Creative Photography» в университете Аризоны, Тусон (1986).

Ретроспективы включали в себя:
- Шоу в Серой галерее искусств Нью-Йоркского университета (1983);
- Шоу в Центре изобразительных искусств Cheekwood, Нашвилл, штат Теннесси (1984);
- «Louise Dahl-Wolfe: A Ninetieth Birthday» в Музее современной фотографии, Чикаго (1985).